# Pedro Leite Chermont
Pedro Leite Chermont (Belém, 27 de junho de 1857 — 2 de abril de 1926) foi um político brasileiro. Exerceu o mandato de deputado federal constituinte pelo Pará em 1891.